# Green Hell (jogo eletrônico)
Green Hell é um jogo eletrônico de sobrevivência desenvolvido e publicado pela Creepy Jar. O jogo se passa na floresta amazônica.

## Jogabilidade
O jogo é em perspectiva de primeira pessoa no modo para um jogador ou no modo multijogador cooperativo. É um simulador em mundo aberto em que o jogador deve garantir sua sobrevivência coletando matérias-primas e alimentos, bem como criando objetos e cabines. O jogador começa em um acampamento na selva solitário, sem qualquer contexto adicional. O ambiente do jogo muda dinamicamente e influencia o estado físico e psicológico do personagem, por exemplo, na forma de alucinações. Além disso, o jogador deve estar atento a uma alimentação balanceada, o que é explicado por um smartwatch. O jogador deve dormir o suficiente e manter sua saúde, por exemplo, evitando o contato com animais peçonhentos ou alimentos desagradáveis e evitar ferimentos. Para restaurar a saúde, o jogador pode fazer remédios e curativos. Uma bússola e GPS servem como auxiliares de navegação.
No modo opcional de história, o jogador segue uma história que gira em torno da busca pela esposa desaparecida.
Uma prequela do lançamento original, intitulada Spirits of Amazonia Part 1, foi lançada em 28 de janeiro de 2021. Spirits of Amazonia Part 2 lançado em 22 de junho de 2021. Ambos oferecem jogabilidade individual e cooperativa.

## História
A história gira em torno do antropólogo e pesquisador da floresta tropical Jake Higgins, que acorda na selva às margens do Rio Amazonas. Ele tenta se familiarizar com os arredores para garantir sua sobrevivência e encontrar sua esposa Mia, que desapareceu depois de fazer uma viagem solo para uma aldeia tribal próxima. Ela é linguista e quer fazer o primeiro contato com o povo indígena Yabahuca. A história é contada em perspectiva primeira pessoa por Jake, que percebe que sua esposa está em perigo. Sua única conexão com ela é por meio de um rádio.

## Recepção
O título foi bem recebido pela crítica. No Metacritic, ele possui um índice de aprovação de 78/100, com base em 13 avaliações. Em 24 de junho de 2020, Creepy Jar anunciou que o jogo vendeu mais de 1 milhão de cópias.

### Indicações
O jogo foi nomeado para o Central & Eastern European Game Awards 2019 nas categorias Melhor Jogo e Melhor Design.